# انتظار (آلبوم محمدرضا شجریان)
انتظار آلبومی است با صدای محمّدرضا شجریان که با همکاری گروه موسیقی فارابی اجرا شد.

## دست‌اندرکاران
گروه موسیقی فارابی
آهنگساز و سرپرست گروه: محمدعلی کیانی‌نژاد
اعضای گروه:
نی: محمدعلی کیانی‌نژاد
تار: داریوش پیرنیاکان
سنتور: مسعود شناسا
کمانچه: محمد مقدسی
قانون: ملیحه سعیدی
تمبک: مرتضی اعیان
تار: پیرایه پورآفر

## قطعات
| ردیف | نام قطعه                      | زمان  |
| ---- | ----------------------------- | ----- |
| ۱    | پیش‌درآمد بیات اصفهان          | ۳:۵۶  |
| ۲    | ساز و آواز بیات اصفهان ۱      | ۹:۱۸  |
| ۳    | ادامه ساز و آواز بیات اصفهان  | ۱۰:۲۱ |
| ۴    | تصنیف داغ شقایق               | ۵:۴۹  |
| ۵    | درآمد                         | ۴:۵۵  |
| ۶    | ساز و آواز مرکب خوانی         | ۹:۰۲  |
| ۷    | ادامه درآمد                   | ۱:۰۱  |
| ۸    | ادامه ساز و آواز مرکب خوانی ۱ | ۲:۰۷  |
| ۹    | ادامه ساز و آواز مرکب خوانی ۲ | ۱:۲۸  |
| ۱۰   | ادامه ساز و آواز مرکب خوانی ۳ | ۵:۰۲  |
| ۱۱   | تصنیف عاشقان                  | ۵:۳۳  |